# Londýnské hradby
Londýnské hradby (anglicky: London Wall) jsou obranná zeď v anglickém městě Londýně, poprvé postavená Římany kolem strategicky důležitého přístavního města Londinium kolem roku 200. Do hradebního systému byla tehdy zakomponována pevnost Cripplegate, která byla jádrem ochrany města od roku 120. Konec římské nadvlády v Británii, kolem roku 410, vedl k tomu, že hradba chátrala. Byla obnovena v pozdním anglosaském období, obecně se předpokládá, že za Alfréda Velikého po roce 886. Opravy a vylepšování pokračovaly po celý středověk. Hradba do značné míry vymezovala hranice londýnské City až do pozdního středověku, kdy počet obyvatel vzrostl natolik, že hradby začaly být narušovány. V 18. století již byly kvůli expanzi City zbourány rozsáhlé úseky hradeb. Zbourány byly tehdy i městské brány, aby se zlepšila plynulost dopravy. Od druhé světové války začaly být poslední zbytky hradeb chápány jako historická památka a začaly být chráněny. Systém starověkého opevnění je na City dodnes patrný, moderní cesty do čtvrti a z ní stále vedou, až na výjimky, místy bývalých městských bran.